# FABULOUS NIGHT
『FABULOUS NIGHT』（ファビュラスナイト）は、Rejetおよびマーベラスによるプロジェクト。ホストクラブをテーマに、音楽、ゲーム、声優によるライブなど、さまざまなメディアミックスを展開している。
プロデューサーを小浜匠、イラストレーション統括を前田浩孝が務めるほか、公式ファビュラスアンバサダーとしてROLANDを起用している。

## キャラクター

### Chrono Stasis（クロノスタシス）
ギルガメッシュ
声 - 大塚剛央
身長：183 cm / 体重：66 kg / 血液型：O型 / 誕生日：12月24日
クロノスタシスのNo.1。肩に金モールのついたジャケットにループタイ。ミセランドにおけるトップカリスマホスト。
アルジャーノン
声 - 蒼井翔太
身長：165 cm / 体重：54 kg / 血液型：A型 / 誕生日：2月14日
同じくNo.2。女物のバッグを持ち、貴婦人のような帽子、膝上丈スカートまたはドレス、ハイヒールやロングブーツを履いている。
カール
声 - 佐々木喜英
身長：175 cm / 体重：54 kg / 血液型：A型 / 誕生日：10月31日
同じくルーキー。シャンパンやワインの注ぎ方や扱いが上手い。酒豪でほとんど酔わない。
ソル
声 - 増田俊樹
身長：177 cm / 体重：63 kg / 血液型：A型 / 誕生日：6月21日
十字架のペンダントを頸に下げる。「カリギュラ」の異名を持つ自由人。片手で複数のボトルを操れる。

### Club Twilight（トワイライト）
千極 兆司（せんごく ちょうじ）
声 - 立花慎之介
身長：184 cm / 体重：64 kg / 血液型：AB型 / 誕生日：9月1日
トワイライトのNo.1。自らクラブ経営するプレイングオーナー。
白洲（しらす）
声 - 古川慎
身長：175 cm / 体重：60 kg / 血液型：A型 / 誕生日：9月23日
二つ名は「白き王ホワイトライオン」。料理が得意。

### VENDERETTA（ヴェンデッタ）
緋野 天魔（ひの てんま）
声 - 小野賢章
身長：166 cm / 体重：55 kg / 血液型：B型 / 誕生日：8月25日
ヴェンデッタのNo.1。束縛を嫌う。
Keith
声 - 髙木朋弥
身長：170 cm / 体重：57 kg / 血液型：A型 / 誕生日：11月11日
同じくNo.2。口に薔薇を咥えたレディキラー。
統夜（とうや）
声 - 八代拓
身長：187 cm / 体重：70 kg / 血液型：B型 / 誕生日：5月15日
同じくNo.3。「ジョーカー」と呼ばれる。

### HIMMEL（ヒメル）
神水鶴 久遠（かみずき くおん）
声 - 広瀬裕也
身長：173 cm / 体重：58 kg / 血液型：A型 / 誕生日：4月10日
ヒメルのNo.1でRYO-YAの兄。無口な王子様。
RYO-YA
声 - 中島ヨシキ
身長：180 cm / 体重：63 kg / 血液型：AB型 / 誕生日：7月12日
同じくNo.2。久遠の弟だが似ていない。サービスの達人。
INORIN
声 - 天﨑滉平
身長：170 cm / 体重：60 kg / 血液型：O型 / 誕生日：10月4日
同じくNo.3。「天使」と呼ばれる。

### NEO BASARA（ネオバサラ）
皇 麗夢（すめらぎ れいむ）
声 - 豊永利行
身長：181 cm / 体重：70 kg / 血液型：B型 / 誕生日：1月17日
ネオバサラのNo.1。左目の下に泣きぼくろがあり、手に煙管を持っている。
社（やしろ）
声 - 田所陽向
身長：181 cm / 体重：71 kg / 血液型：A型 / 誕生日：5月31日
同じくNo.2。着物をはだけて胸を見せる。
眠兎（みんと）
声 - 堀江瞬
身長：168 cm / 体重：56 kg / 血液型：B型 / 誕生日：3月10日
同じくNo.3。自撮りが好き。三人のうち唯一の洋装ホスト。

## ディスコグラフィー
- ファビュラスナイト Host-Song Reservation 
  - ファビュラスナイト Host-Song Reservation -Gold- クロノスタシス【CD＋DVD盤】（2021年5月26日発売[5]）
  - ファビュラスナイト Host-Song Reservation -Crimson- ヴェンデッタ【CD＋DVD盤】（2021年5月26日発売[6]）
  - ファビュラスナイト Host-Song Reservation -Indigo- トワイライト【CD＋DVD盤】（2021年7月28日発売[7]）
  - ファビュラスナイト Host-Song Reservation -Violet- ネオバサラ【CD＋DVD盤】】（2021年7月28日発売[8]）
  - ファビュラスナイト Host-Song Reservation -Khaki- ヒメル【CD＋DVD盤】（2021年9月29日発売[9]）

- ファビュラスナイト Legacy of Host-Song ファムファタール
  - ファビュラスナイト Legacy of Host-Song ファムファタール【通常盤】（2022年4月6日発売[10]）
  - ファビュラスナイト Legacy of Host-Song ファムファタール【完全生産限定盤/アクスタ付きネオバサラVIP特装盤】（2022年4月6日発売[10]）
  - ファビュラスナイト Legacy of Host-Song ファムファタール【完全生産限定盤/アクスタ付きヒメルVIP特装盤】（2022年4月6日発売[10]）
  - ファビュラスナイト Legacy of Host-Song ファムファタール【完全生産限定盤/アクスタ付きクロノスタシスVIP特装盤】（2022年4月6日発売[10]）
  - ファビュラスナイト Legacy of Host-Song ファムファタール【完全生産限定盤/アクスタ付きヴェンデッタVIP特装盤】（2022年4月6日発売[10]）
  - ファビュラスナイト Legacy of Host-Song ファムファタール【完全生産限定盤/アクスタ付きトワイライトVIP特装盤】（2022年4月6日発売[10]）

- ファビュラスナイト Host-Song Luxurly "SYAKUNETSU"（2022年8月24日発売[11]）

- ファビュラスナイト Host-Song PRIDE 
  - ファビュラスナイト Host-Song PRIDE -Hi-Tradition- クロノスタシス（2023年1月25日発売[12]）
  - ファビュラスナイト Host-Song PRIDE -Sun & Moon- トワイライト（2023年2月1日発売[12]）
  - ファビュラスナイト Host-Song PRIDE -New Generation- ヴェンデッタ（2023年2月8日発売[12]）
  - ファビュラスナイト Host-Song PRIDE -Another Eden- ヒメル（2023年2月15日発売[12]）
  - ファビュラスナイト Host-Song PRIDE -Tribal Japanesque- ネオバサラ（2023年2月22日発売[12]）

- ファビュラスナイト Host-Song Delight "All eyes on me"（2023年8月23日発売[13]）